# 1725 w polityce

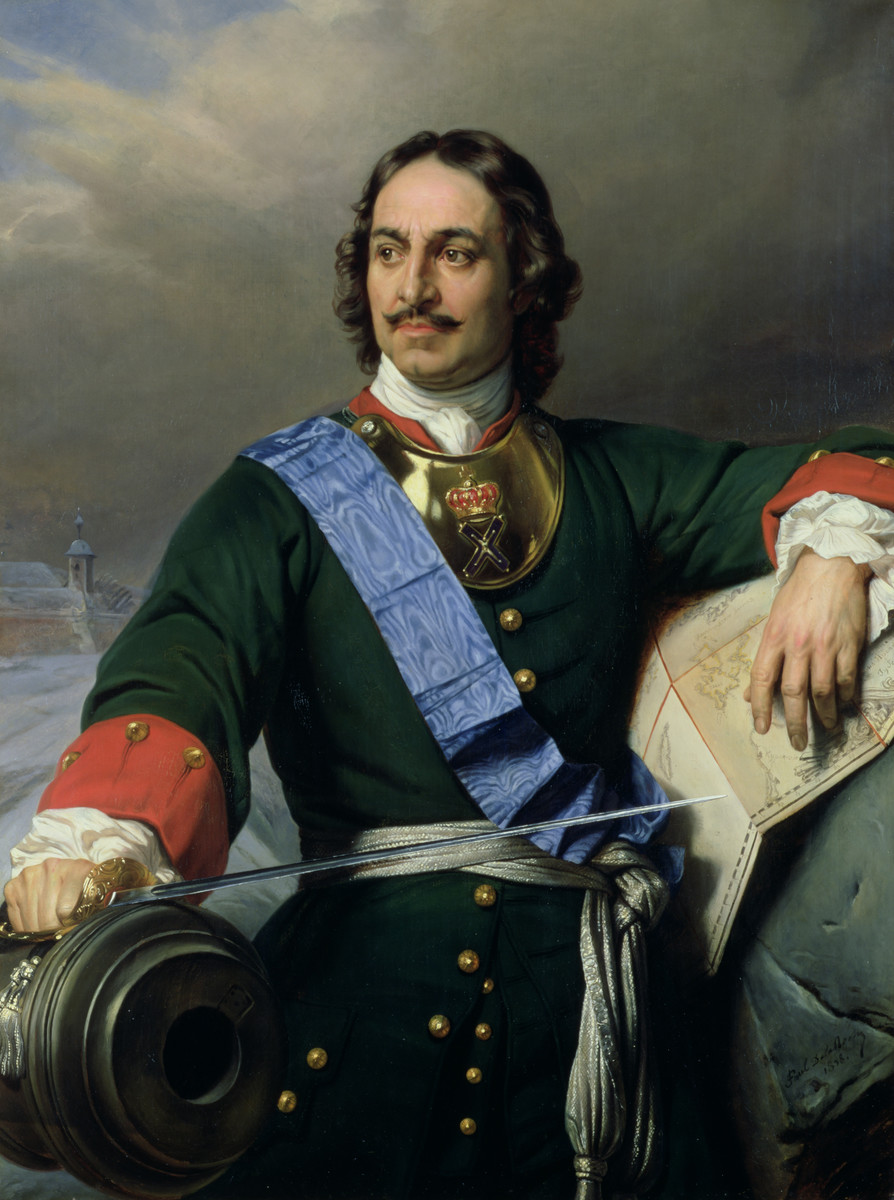
Piotr I Wielki

Wydarzenia polityczne w 1725 roku.

## Zmarli
- 28 stycznia Piotr I Wielki, car Rosji[1].
- Hieronim Orzechowski, dostojnik szlachecki[2].